# قسم خيركو الريفي
قسم خيركو الريفي (بالفارسية: دهستان خیرگو) هو قسم ريفي في بلدة علاء مرودشت، مقاطعة لامرد، محافظة فارس، إيران. وحسب إحصاء سنة 2006 كان عدد سكانها 6,259 نسمة.